# テラモンの戦い
テラモンの戦い（テラモンのたたかい）は、共和政ローマ とガリア人部族連合との間で紀元前225年に起こった戦いである。ローマ側の指揮官は執政官 ガイウス・アティリウス・レグルスとルキウス・アエミリウス・パピリウスで、ガリア人を打ち破り、ローマは勢力圏を北イタリアへと伸張した。

## 背景

### これまでの動向
ローマはガリア・キサルピナ (北イタリアのポー川流域)の部族とは長年に渡って和平を結んでいた。 実際、紀元前230年にガリア・トランサルピナの部族がアルプスを越えイタリアへ侵入して来た時には、キサルピナのボイイ族が撃退している。ローマは援軍を送ったが、その必要もなかった。ただし、紀元前232年、ガイウス・フラミニウスによってアドリア海に面した元ガリア人の領土ピケナムが市民たちに分割された事で、その周辺のボイイ族やインスブレス族の恨みを買う事になる。
紀元前225年、ボイイ族とインスブレス族は、トランサルピナに陣取るアネロエステスとコンコリタヌスに率いられた戦闘集団ガエサタエを莫大な報償で雇入れ、反乱を起こした。 ローマ人はこのガリア人の行動に危機感を抱き、ヒスパニアを支配していたカルタゴ人の将軍 ハスドルバル と不可侵条約を結ぶ事で、近場の脅威に集中することが出来た。
ローマはアウクシリアを動員し、執政官パピリウスは22000人からなる市民兵4軍団と32000の同盟軍を率い、その大部分をアリミヌムに集結させた。更に54000のサビニ人とエトルリア人部隊をプラエトルに授けてエトルリア国境に展開させる一方、ウンブリア人、サルシナ人、ウェネティイ族、ケノマニ族からなる40000の別働隊にボイイ族の本拠地を攻撃させ、彼らを戦闘から切り離すことに成功した。もう一人の執政官レグルスはほぼ同数の市民兵21500と同盟軍32000を率いてはいたが当時サルディニアにおり、更にシキリアとタレントゥムに予備の二個軍団が駐屯していた。

### ファエスラエでの敗北
ガリア人はエトルリアを越えローマへと進軍した。ローマ軍はエトルリア国境にあるクルシウムに集結していた。ローマまで3日の距離である。そこで両軍は対峙する事となった。 その夜、ガリア軍は騎兵と篝火を囮に残してファエスラエへと後退し、防御陣地を築いた。次の朝、残された騎兵がこれ見よがしに撤退を始めると、ローマ軍は疑いもせず追撃して誘い込まれ、地の利を得たガリア人は激戦の末勝利した。ローマ側は6000人が戦死し、守りやすい丘へと撤退した。
その夜パピリウスが到着して陣を張るのを見ると、アネロエステスは戦利品を回収してエトルリア海岸沿いに撤退し、機を窺って再戦すべきだと説いた。パピリウスは追撃し、ガリアの後衛を苦しめたものの会戦には至らなかった。もう一人の執政官レグルスはサルディニアから海を渡ってピサへ上陸しローマへと軍を進めていた。彼の斥候はガリア軍の先行する徴収部隊がテラモン(現在のタラモネ)近く、カンポ・レギオと呼ばれる地区まで出張っているのを確認した。

## 戦闘
レグルスはガリア人の行く手に先回りすべく、部隊を進めた。レグルスの到着を知らないガリア人は、パピリウスがこの先の丘を占領すべく騎兵を先行させたと考え、対抗して騎兵と軽装歩兵を派遣しようとしたが、挟撃されつつある事を知るとすぐに歩兵部隊を前後両面に展開した。ガエサタエとインスブレス族を後方のパピリウスに、ボイイ族とタウリスキ族を前方のレグルスに備えさえ、両翼は馬車とチャリオットで固め、小部隊で別の丘にある戦利品を守らせた。主力部隊による丘の争奪戦は激しく、パピリウスが騎兵部隊を援軍に差し向けたにも係わらず、レグルスは戦死し彼の首は持ち去られてしまった。しかしながら、最終的に丘はローマ騎兵に占領された。
ローマ軍はガリア人を挟み込むと、後方に展開していたガエサタエに向かってピルムを斉射した。裸で小さな盾しか持たないガエサタエには非常に効果的で、混乱した彼らの一部はむやみに敵陣に切り込んだあげく虐殺されるか、それ以外も徐々に後退しつつあり、そのことで仲間との連携に乱れが生じていた。
ローマ軍はピルム部隊を後退させて隊列を整え、歩兵部隊を中隊単位で前進させた。インスブレス、ボイイ、タウリスキ族は頑強に抵抗したが、ローマ軍のスクトゥムとグラディウスによる刺突は、小さな盾とロングソードで斬りかかるガリア人には効果的で優位に立った。止めにローマ騎兵が丘の上からガリア軍の側面へと突撃すると、歩兵は蹴散らされ騎兵も逃亡してしまった。 
四万前後のガリア人が殺され、コンコリタヌスを含む一万人が捕虜となった。アネロエステスは少数の仲間と共に辛うじて脱出したものの、逃亡先で自決した。パピリウスはボイイ族に対し懲罰的遠征を行い、後に戦利品を使って凱旋式を行った。  この戦闘は幾人かの歴史家によって、ヨーロッパ大陸における最後のチャリオット使用例として記録された。

## 大衆文化
この戦闘はBBCの2003年のプログラム、Time Commanders で取り上げられ、その週のチームはガリア軍を担当した。他にもビデオゲームの Rome: Total War では史実シナリオの一つとして取り上げられており、ここでもまたプレイヤーはガリア軍を操作できる。